# Solet annuere (Honorius III.)

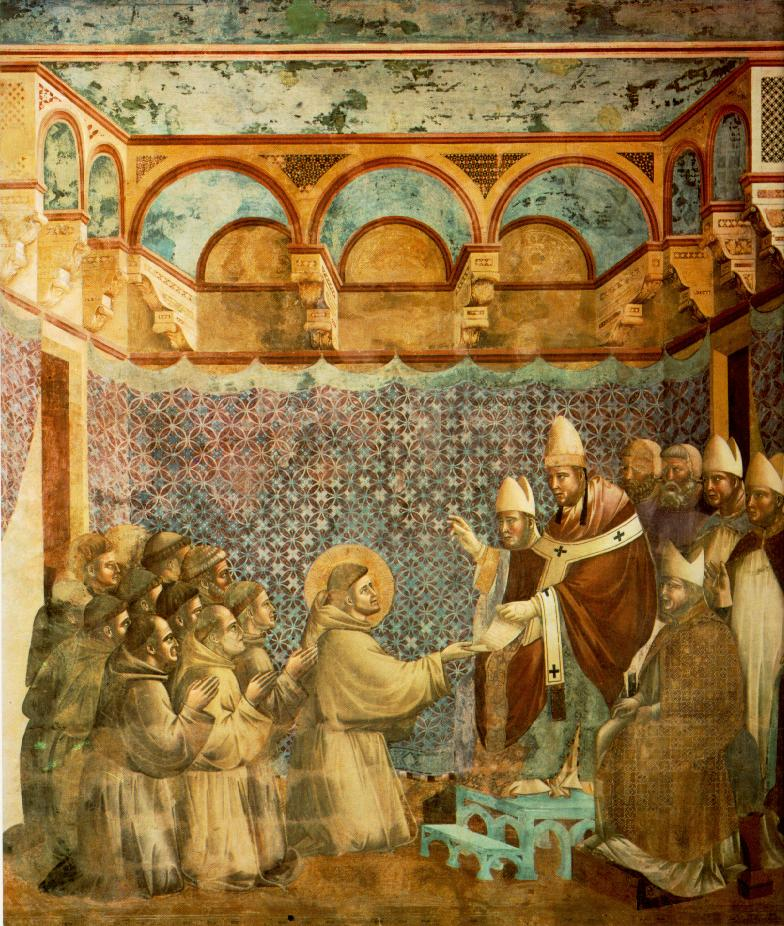
Aushändigung der regula bullata, Fresko Giottos in Assisi.

Solet annuere ist eine päpstliche Bulle von Papst Honorius III. Am 29. November 1223 bestätigte er mit dieser Bulle die Ordensregeln der Franziskaner.
Franz von Assisi, der Ordensgründer der Franziskaner, der seit 1209 bestand, hatte zusammen mit seinem Bruder Leo die neuen Regeln erstellt, es wurden auch andere Ordensgründer an der Überarbeitung des Textes beteiligt. Nachdem von allen Beteiligten das Einverständnis vorlag, wurden die neuen Regeln Papst Honorius III. zur Genehmigung vorgelegt.  Am 29. November 1223 bestätigte Honorius III. die vorgelegte Regel mit dieser Bulle (bullierte Regel) und somit wurde ein neuer Orden gegründet. Dieses ist nach 1209 und 1221 die dritte und endgültige Regel, die sogenannte regula bullata, die heute noch Gültigkeit besitzt. In seiner Bestätigungsbulle übernahm der Papst den gesamten Text der Regeln, die Bulle stellte kein Gesetzeswerk dar, vielmehr ist sie eine geistliche Exhortatio an die Franziskaner. Das Original dieses Schreibens wird im Sacro Convento zu Assisi als kostbare Reliquie aufbewahrt.